# Имрих Текели
Имрих Текели (Imrich Thököly; мађ. Thököly Imre) је био кнез Трансилваније и краљ Горње Угарске. Звали су га словачким краљем или куруцким краљем. Признавао је Отоманску власт током своје владавине и борио се у Великом турском рату на страни Турака.

## Име
Мађарски извори га називају Текели Имре (Thököly/Tököly/Tökölli Imre), турски извори Текели Имре (Tökeli İmre), храватски Мирко Текели (Mirko Thököly), словачки Имрих Текели (Imrich Tököli), а немачки Емерох Текели (Emmerich Thököly). Њиего потпис је међутим био Емерик Текели (Emericq Thököly).

## Биографија
Рођен је 25. септембра 1657, у Кежмарку, као син Стефана Текелија и Марије Текелијеве, рођене Ђулафи. 1667. је почео студирати на евангелистичком колегију у Прешову. Године 1670, за време окупације Оравског замка, побегао је у Трансилванију и тако постао учесник у рату против Хабзбурга. Године 1682, се оженио с Јеленом Зринском, хрватском племићкињом, из средњовековне династије Зрински. Заједно је са супругом морао отићи у отоманско изгнанство, због склапања мира у Карловцу. Умро је 13. септембра 1705, у Измиру.
Текели је последњи потомак грофовске гране мађарске племићке породице Текели. Након сузбијања Зринско-франкапанске завере 1671. године, постао је вођа мађарских исељеника у Ердељу (Трансилванија, Зибенбург). Удружио се са Французима и Османлијама против Хабзбурга. Године 1678. подигао је устанак против Хабзбурга. Османлије су га поставиле за кнеза Горње Угарске (тур. Muin-i Ali Osman'a itaat üzereyim emre, Kral-ı Orta Macar'ım ki namım Tökeli İmre), под условом да им плаћа годишњи данак од 40 хиљада талира. Исте године осваја тврђаву за тврђавом и шири своју државу до реке Вах.
Године 1683, пред поход и опсаду Беча, позвао је Хрватски сабор и хрватског бана Николу III Ердедија да се придружи, њему и великом везиру Кара Мустафа-паши, у походу на Беч. Хрватски сабор и Ердоди су одбили позив.
Текели је учествовао у опсади Беча 1683. године. Оженио се Јеленом Зринском, удовицом мађарског великаша Ференца I. Ракоција. Аустријске трупе су напале тврђаву Паланок код Мукачева где је Јелена била али она успела да се супротстави аустријским трупама током устанка и била је заробљена. Док је Јелена била седам година затворена са двоје деце у аустријском манастиру, он се са својим куруцима борио у североисточној Мађарској против хабзбуршке војске.
Османлије су Текелија 1690. именовале за великог принца Трансилваније (Ердељ). После потписивања мира у Сремским Карловцима 1699. године стекао је титулу видинског кнеза. Сплет околности довео је до размене заробљеника, супруга Јелена му се вратила 1695. године. Године 1691. учествовао је у бици код Сланкамена и 1697. у бици код Сенте, у саставу турске војске. Предводио је коњанике Куруца, који су се углавном борили против Аустријанаца.
Године 1699. закључен је Карловачки мир, а супружници, будући да су били на пораженој страни, морали су да оду у прогонство у Турску. Јелена је ту живела неко време у цариградском округу Галата, а потом до смрти 18. фебруара 1703. године у граду Никомедији, данашњем Измиту.
Телеки је умро у изгнанству у Турској 1705. године. У 20. веку његови остаци су враћени у Кежмарок и сахрањен је у маузолеју у новој лутеранској цркви. Његова статуа се налази на Тргу хероја у Будимпешти.